# Šalovci, Središče ob Dravi
Šalovci este o localitate din comuna Središče ob Dravi, Slovenia, cu o populație de 217 locuitori.